# Shehab Kankoune
Shehab Ahmed Hussain Kankoune (arabe : شهاب كنكوني) (né le 28 avril 1981 à Koweït City au Koweït) est un footballeur international koweïtien, qui évolue au poste de gardien de but.

## Biographie

### Carrière en sélection
Avec l'équipe du Koweït, il joue 41 matchs (pour aucun but inscrit) entre 2003 et 2009. 
Il figure dans le groupe des sélectionnés lors de la coupe d'Asie des nations de 2004 et participe aux JO de 2000.
Il joue enfin 10 matchs comptant pour la phase qualificative de la coupe du monde 2006.

## Palmarès
Kazma SC
| - Championnat du Koweït : - Vice-Champion : 2006-07 et 2008-09. - Coupe du Koweït (1) : - Vainqueur : 2011. - Finaliste : 2001, 2005 et 2012. - Coupe Crown Prince du Koweït : - Finaliste : 2006-07 |  | - Coupe de la Fédération du Koweït : - Finaliste : 2008-09 et 2011-12 - Supercoupe du Koweït : - Finaliste : 2011 |